# Andrew Maloney
Andrew Maloney –conocido como Andy Maloney– (2 de junio de 1990) es un deportista neozelandés que compite en vela en las clases Laser y Finn. Su hermana Alexandra también compite en vela.
Ganó una medalla de oro en el Campeonato Mundial de Finn de 2021 y una medalla de plata en el Campeonato Europeo de Finn de 2019. Además, obtuvo una medalla de bronce en el Campeonato Mundial de Laser de 2012.

## Palmarés internacional
| Campeonato Mundial | Campeonato Mundial     | Campeonato Mundial | Campeonato Mundial |
| Año                | Lugar                  | Medalla            | Clase              |
| ------------------ | ---------------------- | ------------------ | ------------------ |
| 2012               | Boltenhagen (Alemania) | Medalla de bronce  | Laser              |

| Campeonato Mundial | Campeonato Mundial | Campeonato Mundial | Campeonato Mundial |
| Año                | Lugar              | Medalla            | Clase              |
| ------------------ | ------------------ | ------------------ | ------------------ |
| 2021               | Oporto (Portugal)  | Medalla de oro     | Finn               |
| Campeonato Europeo |                    |                    |                    |
| Año                | Lugar              | Medalla            | Clase              |
| 2019               | Atenas (Grecia)    | Medalla de plata   | Finn               |

1. ↑  En el Campeonato Europeo de esta clase se permite la participación de regatistas de otros continentes.